# The Dorf
The Dorf ist eine Musikgruppe (Großformation) mit Basis im Ruhrgebiet aus den Bereichen Jazz, Krautrock und experimenteller Musik. Die Band wurde von Jan Klare im Jahr 2006 als off domicil orchestra gegründet und war zunächst eine Art Hausband des Dortmunder Jazzclubs Domicil. Über die Jahre wuchs die Band von zunächst ca. 15 Mitgliedern und stabilisierte sich bei ca. 25 Mitspielern.
The Dorf erhielt 2013 den mit 10.000 € dotierten Jazzpreis Ruhr. 2020 erhält die Band den Ehrenpreis des WDR Jazzpreises. Seit ihrer Gründung gastiert die Formation einmal monatlich im Jazzclub domicil in Dortmund. Weitere Auftritte unter anderem bei dem selbst organisierten Umland Festival, darüber hinaus auch bei dem Moers Festival, Zappanale, Klara Festival Brüssel BE, Nozart Festival, Traumzeit Festival, Musiksommer Bochum, Jazzfest Delmenhorst, MIB Jazzfest, In Front Festival, Flurstücke Festival, Joe Festival, Platzhirsch Festival, Ruhrfestspiele Recklinghausen, Just Music Festival, Ulrichsberger Kaleidophon, Shiny Toys Festival, Bochum Biennale, Fidena Festival, Jazzmeile Thüringen, Pop-Kultur Festival Berlin, Blurred Edges Hamburg, Soundseeing Festival, Herzberg Festival, Jazz am Kaisersteg Berlin, Stranger Than Paranoia Tilburg NL, Zomer Jazz Fietstour Festival NL.
Neben dem ständig wachsenden Repertoire gibt es Kooperationen und Begegnungen mit beispielsweise Phill Niblock, Casper Brötzmann, FM Einheit, Mambo Kurt, Claus van Bebber, Stian Westerhus, oder auch Projekte mit eigener Thematik wie dem Protest Possible oder der Schwitzhütte.

## Jazzsoup
Jazzsoup ist ein Film über The Dorf des Regisseurs Jorgos Katsimitsoulias aus dem Jahr 2014.

## Diskografie
- 2008: The Dorf (Leo Records)
- 2011: Le Record (Leo Records)
- 2013: Live feat FM Einheit (CD + Vinyl, The Korn)
- 2015: eviL feat. Caspar Brötzmann und FM Einheit (CD + Digital, The Korn)
- 2015: evyL feat. Caspar Brötzmann und FM Einheit (12" Vinyl + Digital, The Korn)
- 2015: Made in Österreich (MC + Digital, Umland Records)
- 2017: N/LUX (12" Vinyl + CD + Digital, Umland Records)
- 2018: Die vollkommene Larve (feat. Consord) (CD + Digital, Umland Records)[4]
- 2018: Das Ende der Kohle, ein Film von Achim Zepezauer (Soundtrack The Dorf) (DVD, Umland Records)
- 2020: The Dorf / Phill Niblock: Baobab / Echoes (CD, DL, Umland Records)
- 2021: Protest Possible (LP + CD + DL, Umland Records)
- 2022: The Dorf & Nico Sauer: Ein verregneter Fall für einen schlechten Detektiv, genannt Smaragdechse (MC, Umland Records)
- 2025: Glam (CD, DL, Boomslang Records / Umland Records)